# 桜木駅 (千葉県)

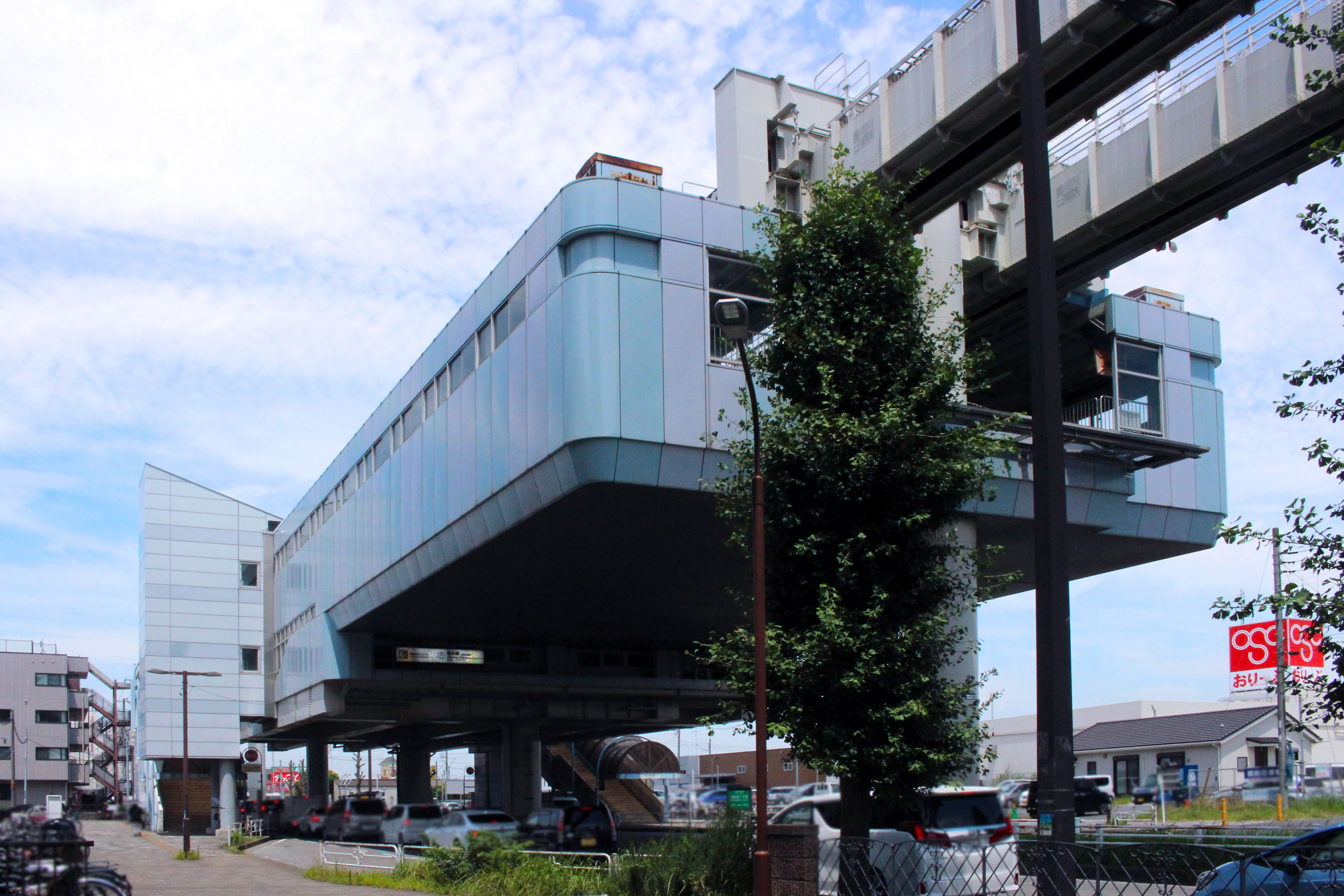
駅舎東側（2024年7月）

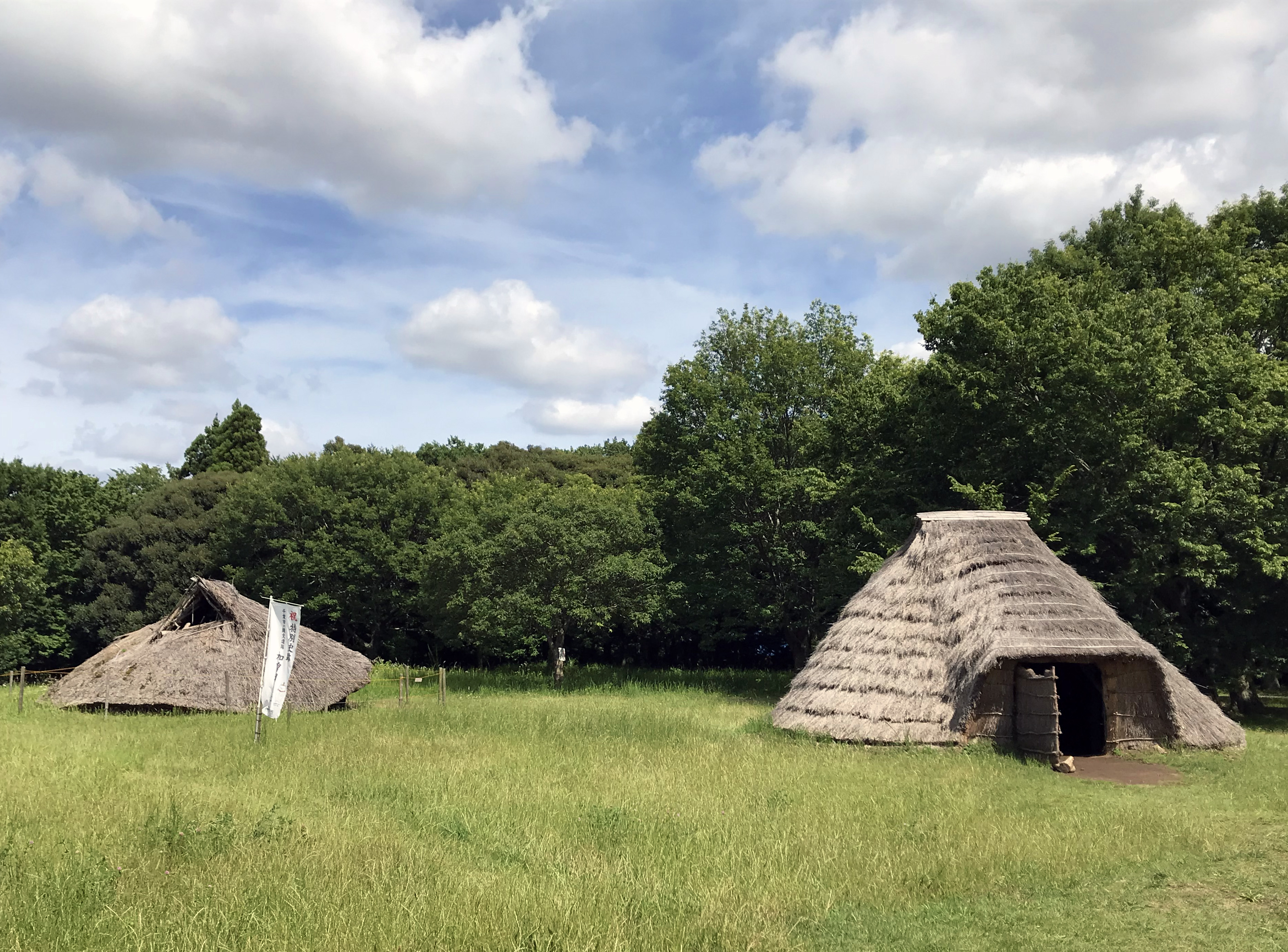
副駅名となっている加曽利貝塚（復元竪穴建物）

桜木駅（さくらぎえき）は、千葉県千葉市若葉区桜木七丁目にある、千葉都市モノレール2号線の駅である。駅番号はCM12。

## 歴史
「加曽利貝塚 - Kasori Shell Mounds」の副駅名が設定されている。
- 1988年（昭和63年）3月28日 - 開業[1][2]。
- 2009年（平成21年）3月14日 - ICカード「PASMO」の利用が可能となる[1][4]。
- 2022年（令和4年）1月 - トイレの改修工事（洋式化）完了。

## 駅構造
相対式ホーム2面2線を持つ高架駅で、バリアフリー設備として地平から改札階へのエレベーター（改札外1・2番出入口）と、改札階からホームへのエレベーター（改札内）がそれぞれ設置されている。改札口は東側（千葉方面）に1か所ある。
出入口は改札外コンコースより南側に1か所（1番出入口）と地平から改札階へのエレベーター1基、北側に1か所（2番出入口）と地平から改札階へのエレベーター1基がある。

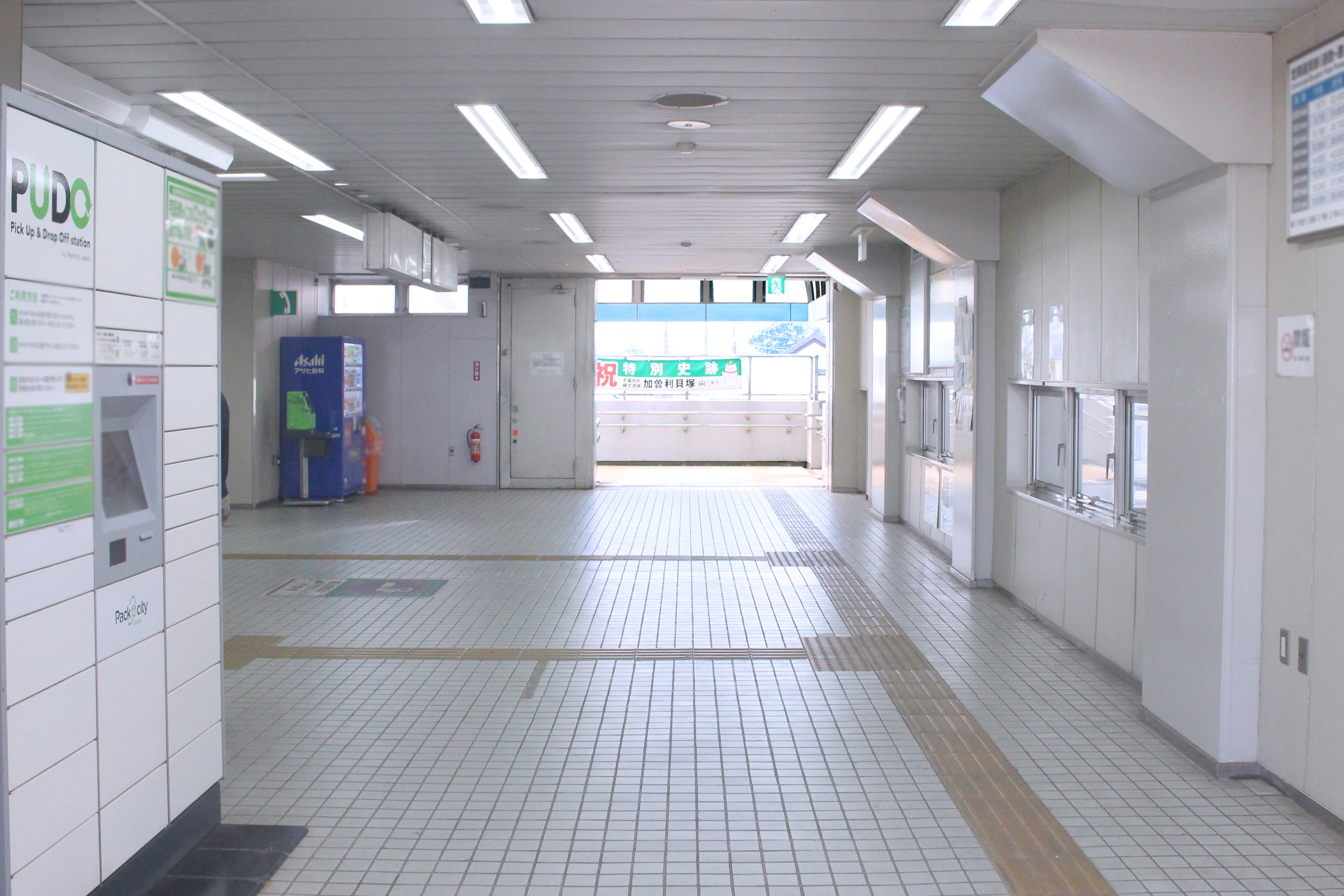
改札外コンコース（2024年7月）
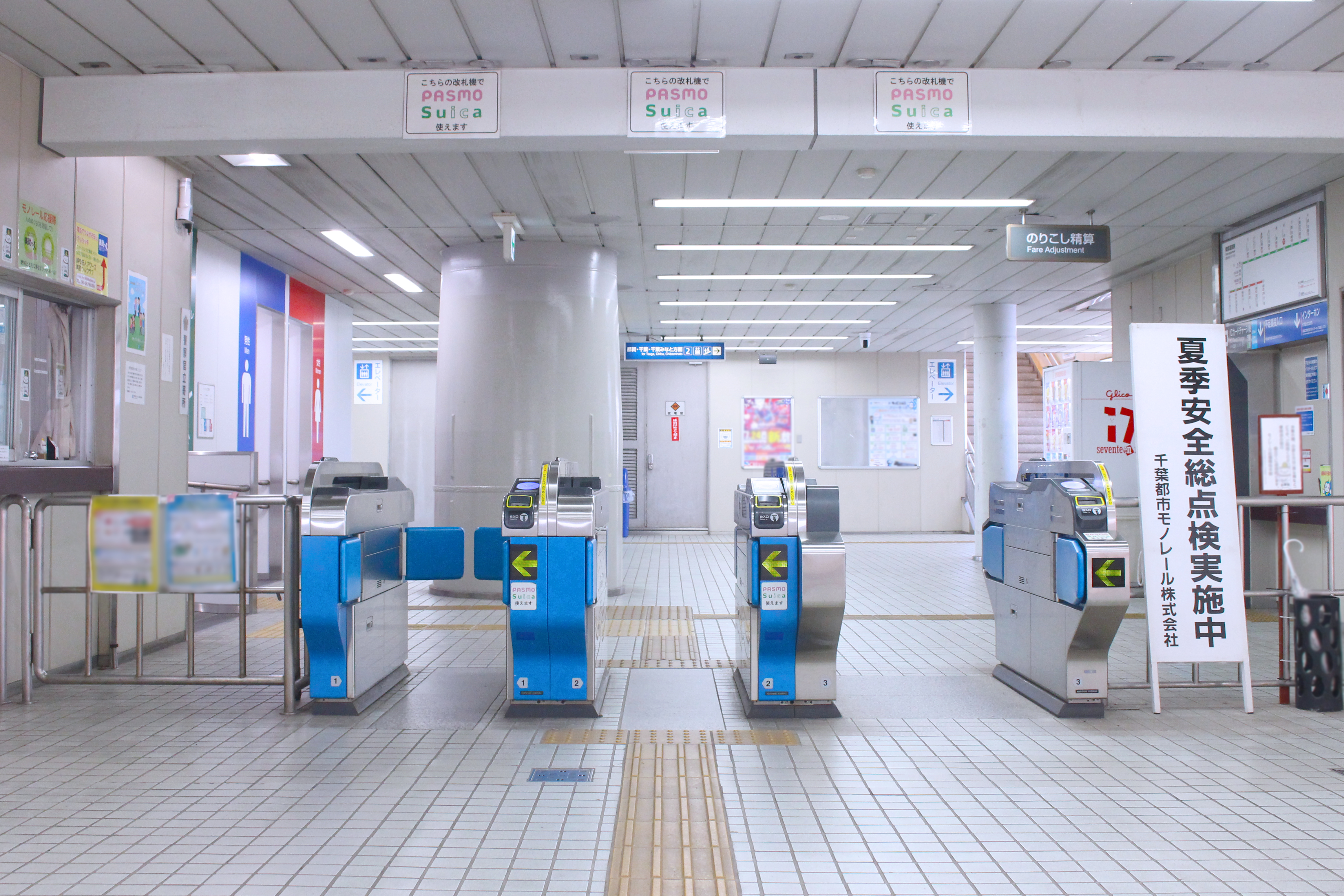
改札口（2024年7月）

### 駅設備
- 出・改札設備：自動券売機×2、自動改札機×3、自動精算機×1、PASMOチャージ機×1。
- 構内設備：トイレ（改札内）、ホーム連絡階段×4、エレベーター×2。
- ホーム：ベンチ、自動販売機などがある。全長66メートル（4両編成対応）、上屋設置。
- 構外設備：階段×2、エレベーター×2。

### のりば
| 番線 | 路線  | 行先                 | 備考                                    |
| ---- | ----- | -------------------- | --------------------------------------- |
| 1    | 2号線 | 千城台方面           |                                         |
| 2    | 2号線 | 都賀・千葉みなと方面 | 千葉みなと方面行は千葉駅から1号線へ直通 |

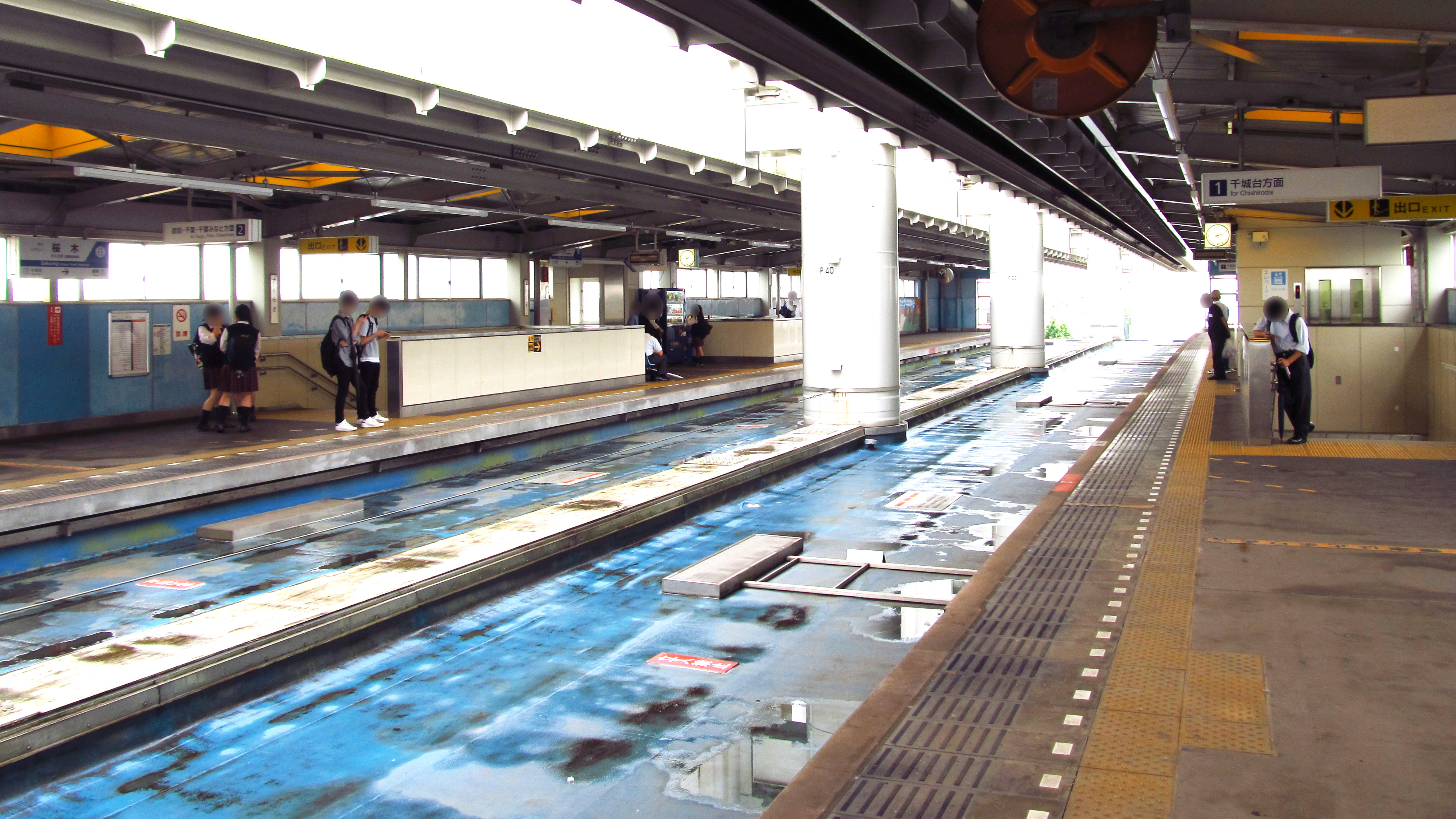
1番線ホーム（2019年7月）
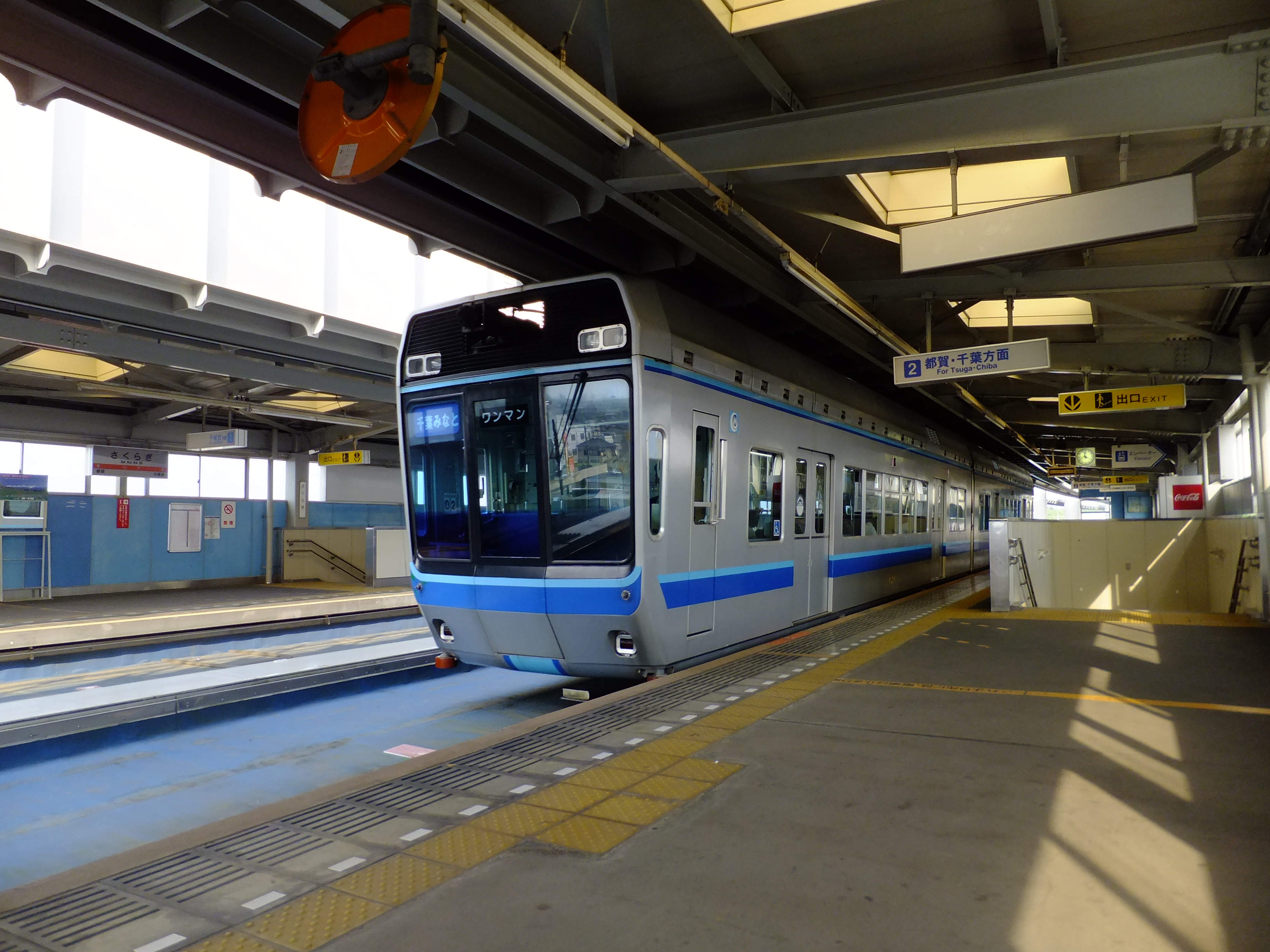
2番線ホーム（2012年5月）
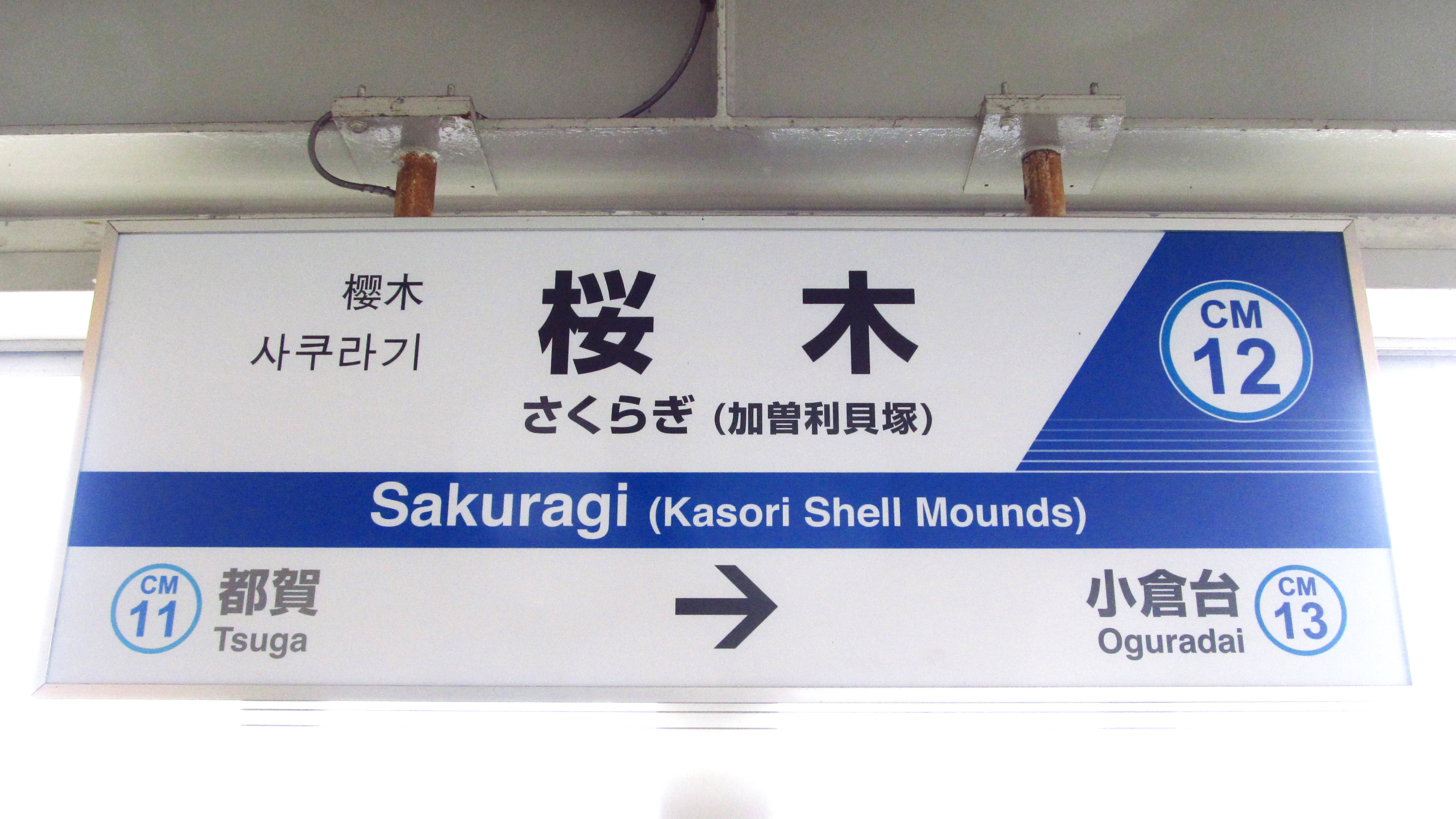
1番線駅名標（2019年7月）

## 利用状況
2023年度の1日平均乗車人員は1,778人である。千葉都市モノレールの駅では、18駅中10位。
近年の1日平均乗車人員推移は下記の通り。
| 年度               | 一日平均 乗車人員 |
| ------------------ | ----------------- |
| 1999年             | 1,495             |
| 2000年             | 1,448             |
| 2001年             | 1,441             |
| 2002年             | 1,456             |
| 2003年             | 1,471             |
| 2004年             | 1,407             |
| 2005年             | 1,414             |
| 2006年             | 1,424             |
| 2007年             | 1,414             |
| 2008年             | 1,412             |
| 2009年             | 1,436             |
| 2010年             | 1,437             |
| 2011年             | 1,448             |
| 2012年             | 1,505             |
| 2013年             | 1,572             |
| 2014年             | 1,600             |
| 2015年             | 1,667             |
| 2016年             | 1,786             |
| 2017年             | 1,817             |
| 2018年             | 1,820             |
| 2019年             | 1,838             |
| 2020年（令和02年） | 1,499             |
| 2021年（令和03年） | 1,567             |
| 2022年（令和04年） | 1,699             |
| 2023年（令和05年） | 1,778             |

## 駅周辺

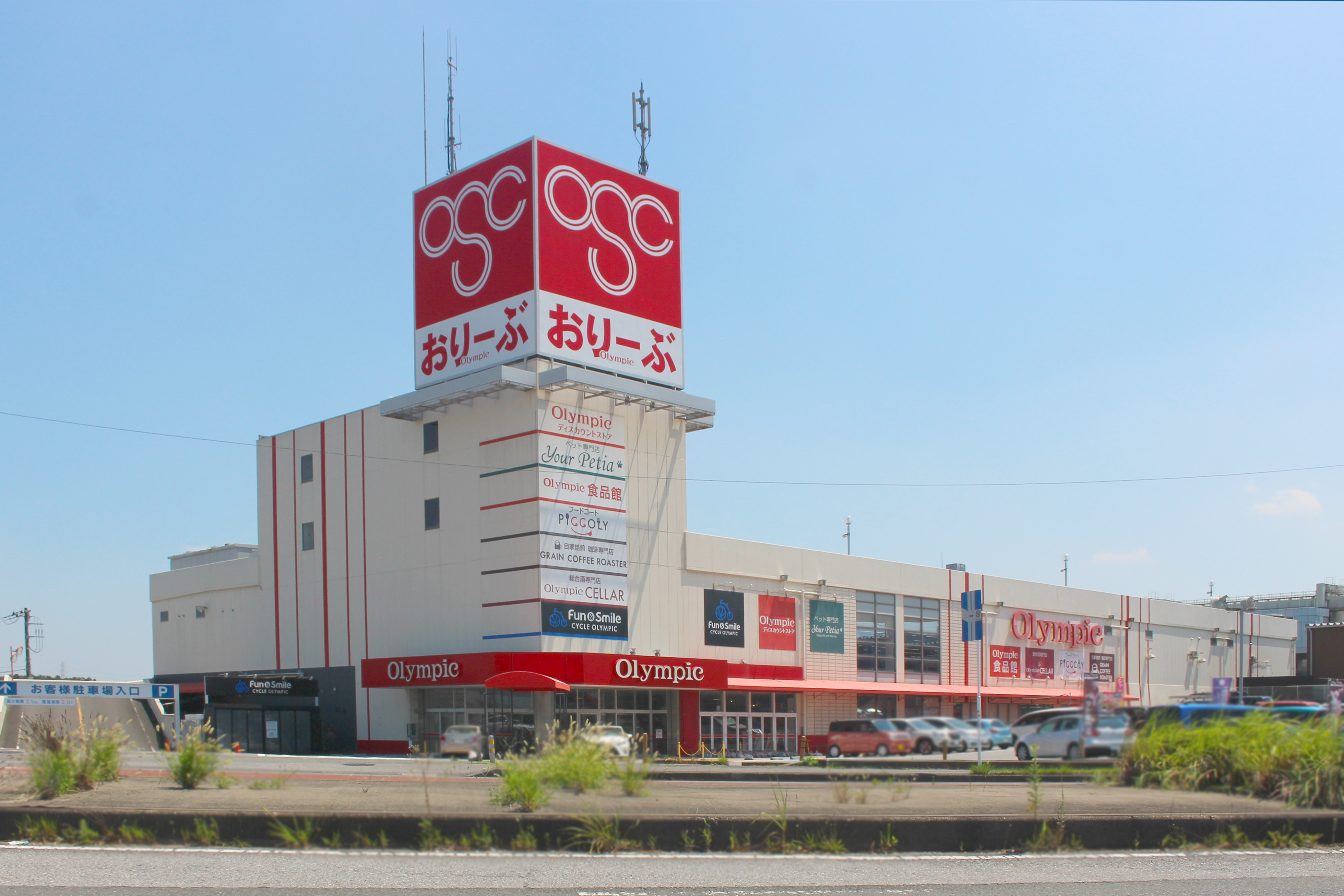
オリンピック 千葉桜木店

駅周辺は閑静な住宅街が広がる。2019年度グッドデザイン賞を受賞した戸建分譲住宅地の街づくり「アラ・ラ若葉桜木」など宅地開発事業も行われている。駅西側には国道51号があり、南に約2キロメートル進むと京葉道路（貝塚インターチェンジ）・国道16号に繋がる。

### 南側1番出入口方面

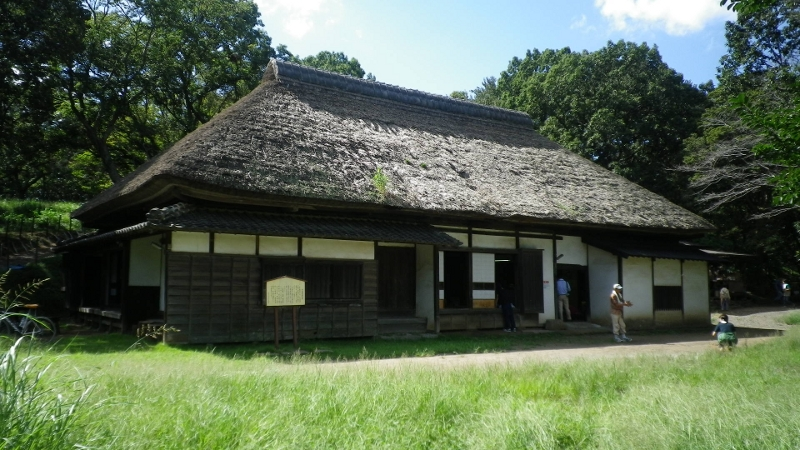
旧大須賀家住宅

- 千葉市桜木公民館
- 若葉保健福祉センター
- 千葉市立貝塚中学校
- 千葉市立桜木小学校
- さくらぎドライビングスクール
- 千葉信用金庫 桜木支店
- いなげや 千葉桜木店
- トップマート 桜木町店
- マルエツ 新都賀店
- ウエルシア薬局 千葉桜木店
- エニタイム 千葉桜木店
- セイムス 千葉桜木店
- 加曽利貝塚（徒歩約10分）
  - 千葉市立加曽利貝塚博物館
  - 旧大須賀家住宅（代官屋敷）
- 貝塚憩の森

### 北側2番出入口方面
- 千葉市若葉区役所

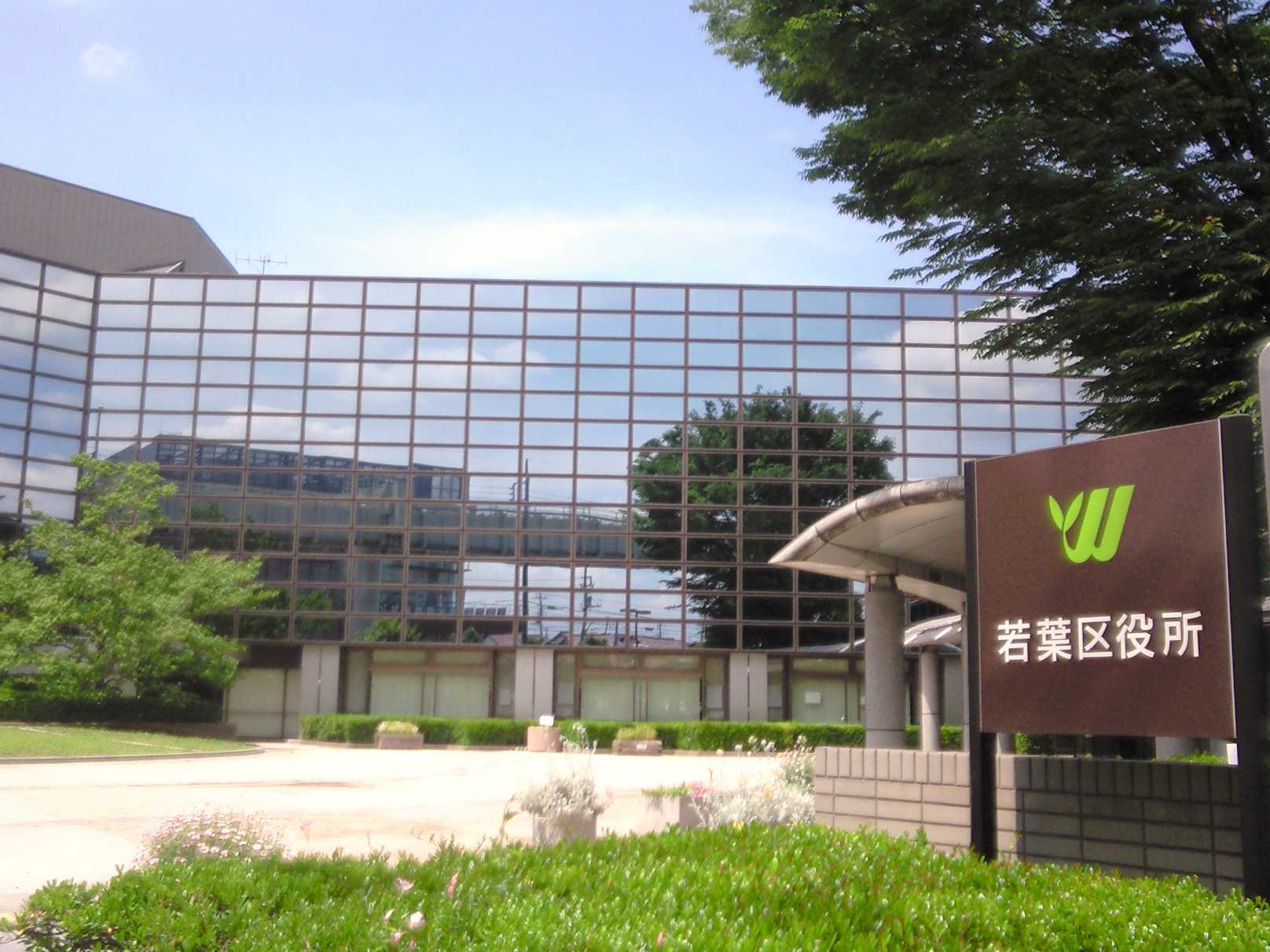
千葉市若葉区役所

- 若葉区都賀コミュニティセンター（体育館など）
- 桜林高等学校
- 千葉市立若松中学校
- 千葉市立若松小学校
- 篠崎病院
- 佐原信用金庫 都賀支店
- オリンピック 千葉桜木店
- タジマヤ 千葉東店
- なごみの米屋 若松町店
- マツモトキヨシ 若葉区役所前店
- マツモトキヨシ 千葉若松町店
- ウエルシア薬局 千葉小倉町店
- ロイヤルホームセンター 千葉店
- ボンメゾン 小倉台店
- 文教堂書店 小倉台店
- AOKI 千葉小倉台店
- 縄文小倉の森（滑橋貝塚）

## バス路線
最寄りの停留所は、桜木駅入口となる。
| 系統       | 主要経由地                               | 行先       | 運行会社             | 備考   |
| ---------- | ---------------------------------------- | ---------- | -------------------- | ------ |
| つ01・つ02 |                                          | 都賀駅     | 京成バス             |        |
| つ01       | 小倉団地入口・千城台北駅・鷹の台四丁目   | 御成台車庫 | 京成バス             |        |
| つ02       | 市営霊園・道場坂下                       | 千葉駅     | 京成バス             | 1日3本 |
| 都賀線     |                                          | 都賀駅     | 京成バス千葉イースト |        |
| 都賀線     | 小倉団地入口・千城台北駅入口・千城台高校 | 鎌取駅     | 京成バス千葉イースト |        |

## 隣の駅
千葉都市モノレール
 2号線
都賀駅（CM11） - 桜木駅（CM12） - 小倉台駅（CM13）